# Ambriz
Ambriz er en by i den nordvestlige del af Angola med et indbyggertal på cirka 17.000 (2011) indbyggere. Byen ligger ved landets atlanterhavskyst i provinsen Bengo, nord for hovedstaden Luanda.